# Fallreepsknoten
Der Fallreepsknoten ist ein Schifferknoten und gehört zur Kategorie Stopperknoten. Er ist ein Zierknoten auf den Tampen eines Endes, besonders am Fallreep, der an die Bordwand eines Schiffes gehängten schräge Treppe. Siehe auch dazu: Gangway. Ursprünglich bezeichnete das Fallreep ein herabgelassenes Seil zum Erreichen höher gelegener Schiffsrümpfe.

## Anwendung
Er wird auf die Enden von Leinen (beispielsweise am Handläufer einer Zugangsbrücke oder -treppe) eines Schiffes aufgesetzt und verhindert deren Ausrauschen.

3-kardeelig (Seitenansicht)
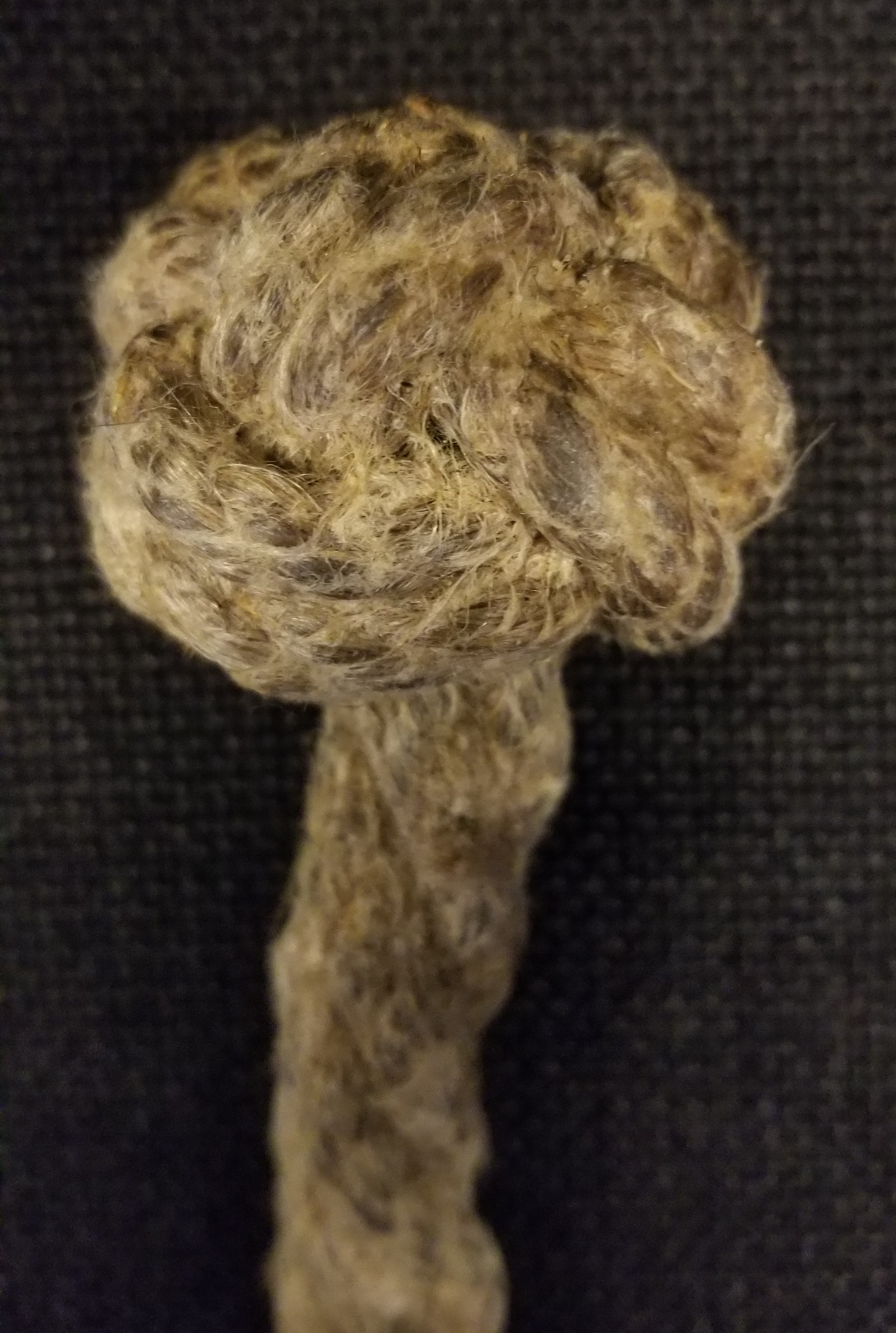
4-kardeelig (Seitenansicht)
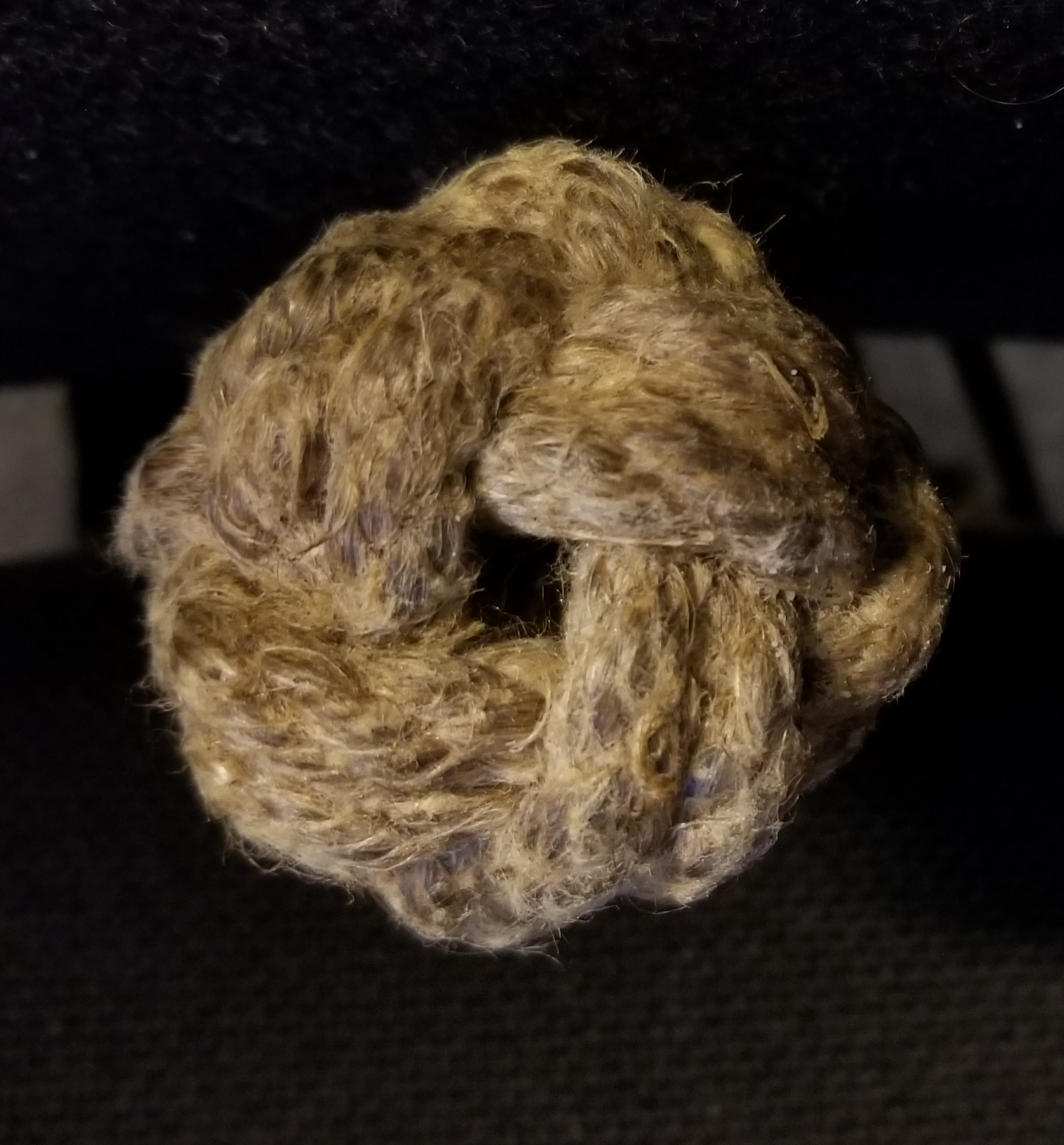
4-kardeelig (Draufsicht)
4-kardeelig (Draufsicht)

## Knüpfen
Der Knoten wird aus einem Wandknoten mit darübergelegtem Kronenknoten (Kreuz) gelegt. Danach steckt man jede der Parten rechtsliegend; zunächst den Wandknoten, dann den Hahnepoot nach, d. h., man verdoppelt diese und steckt sie nach unten durch den Knoten. Die Enden werden dann eng am Knoten abgeschnitten. Der Fallreepsknoten kann aus drei oder vier Parten (Kardeelen) gelegt werden.

Zuerst wird ein Wandknoten gesteckt
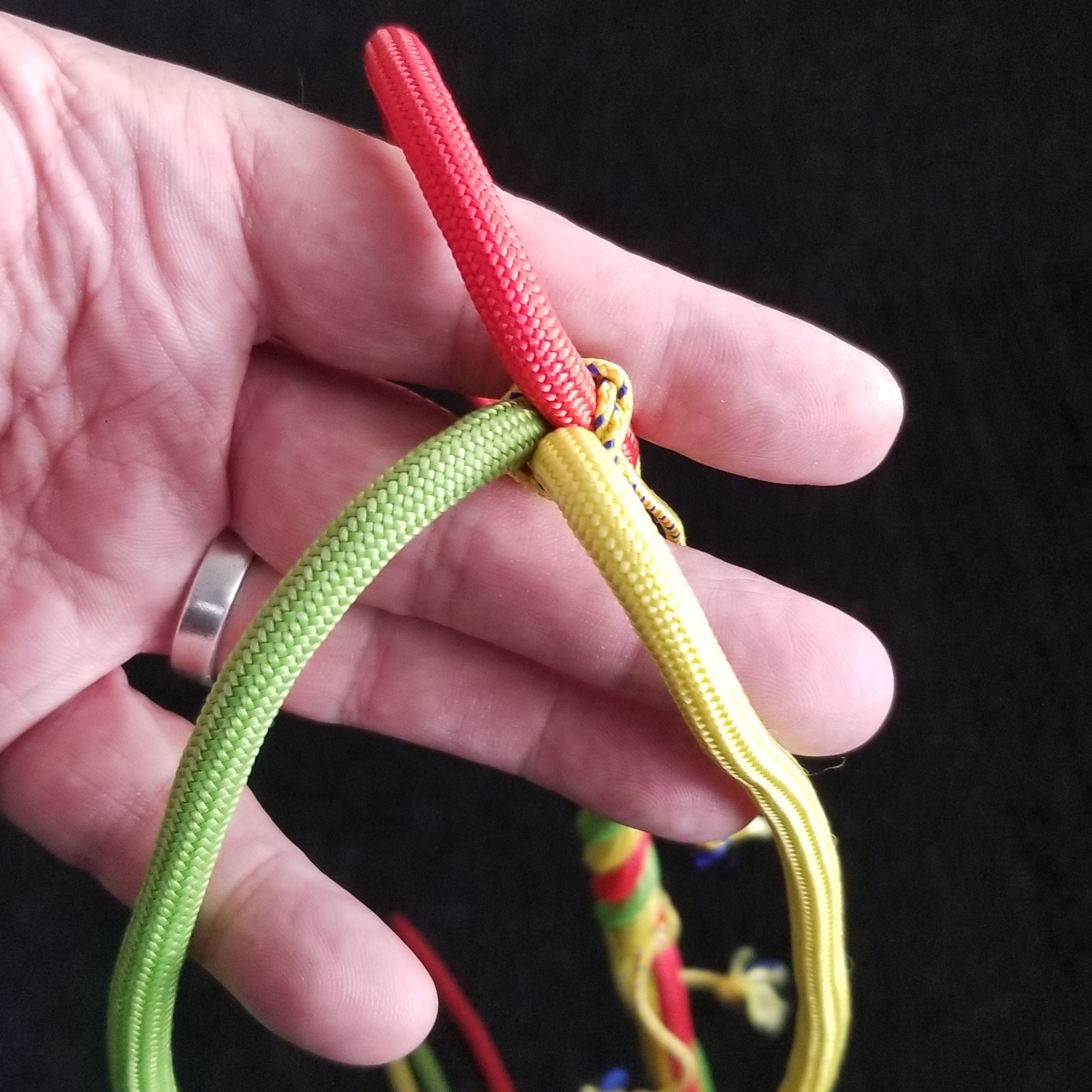
Dreikardeeliges Seil
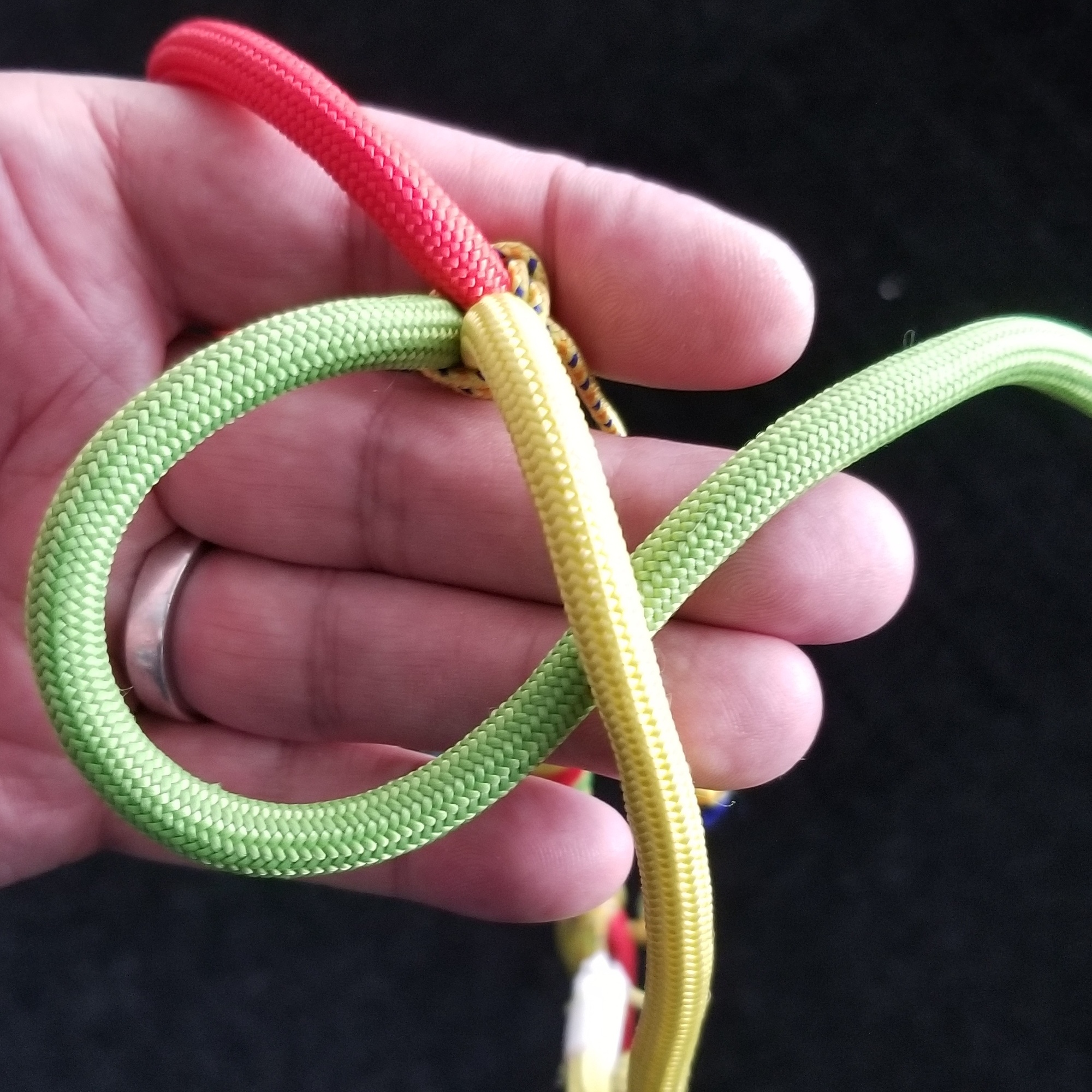
Ein Kardeel, in diesem Fall das grüne, bringt man entgegen dem Uhrzeigersinn unter das nächste, hier das gelbe Kardeel.
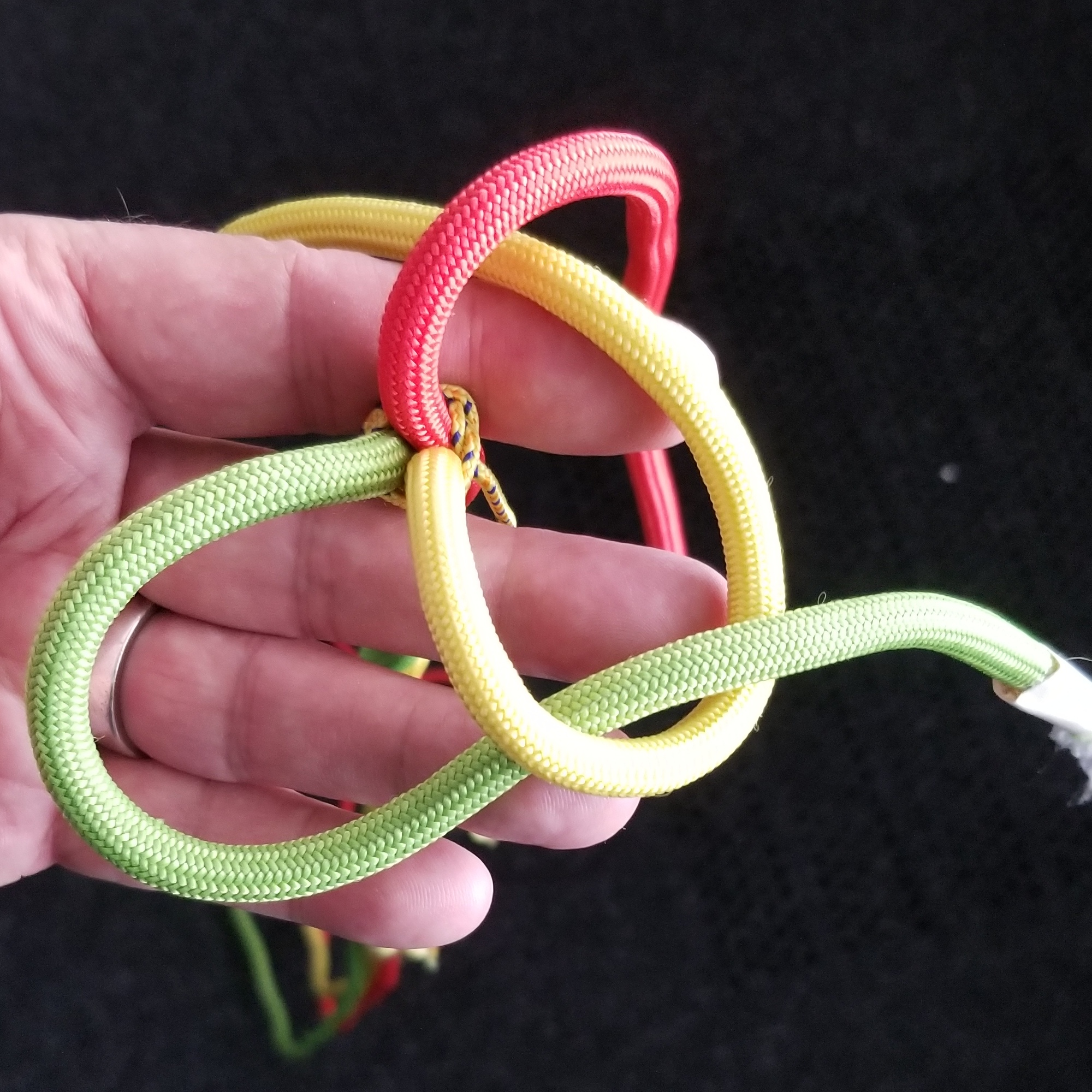
Mit dem nächsten Kardeel (gelb) geht man unter dem zuerst bewegten Kardeel (gelb) durch und unter die stehende Part des nächsten Kardeels (rot).
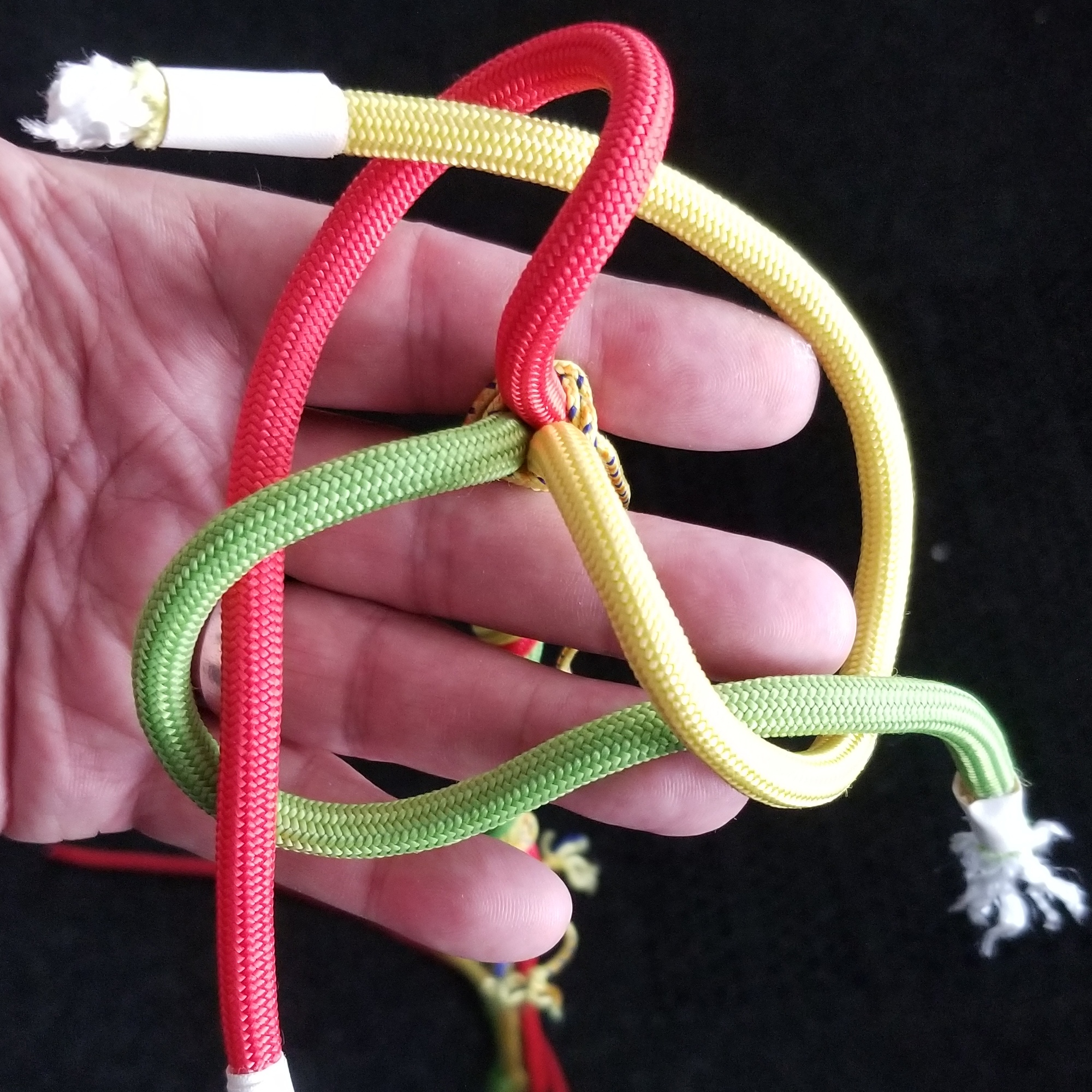
Das dritte Kardeel (rot) führt man unter dem zweiten Ende (gelb) durch und von unten nach oben durch die Bucht des zuerst bewegten Kardeels (grün).
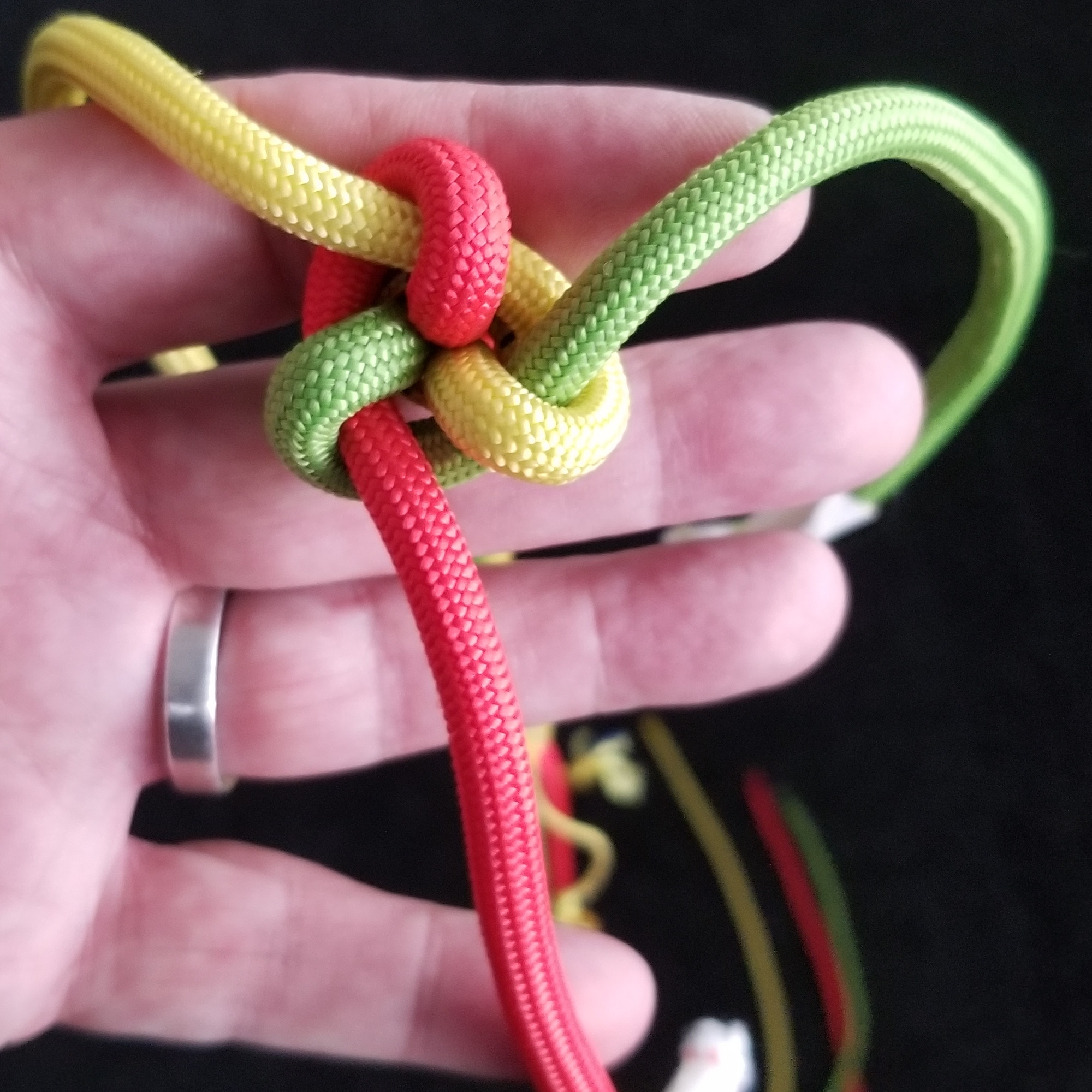
Man zieht den Wandknoten leicht zu und bringt ihn ein bisschen in Form.

Dann einen Kronenknoten obendrauf
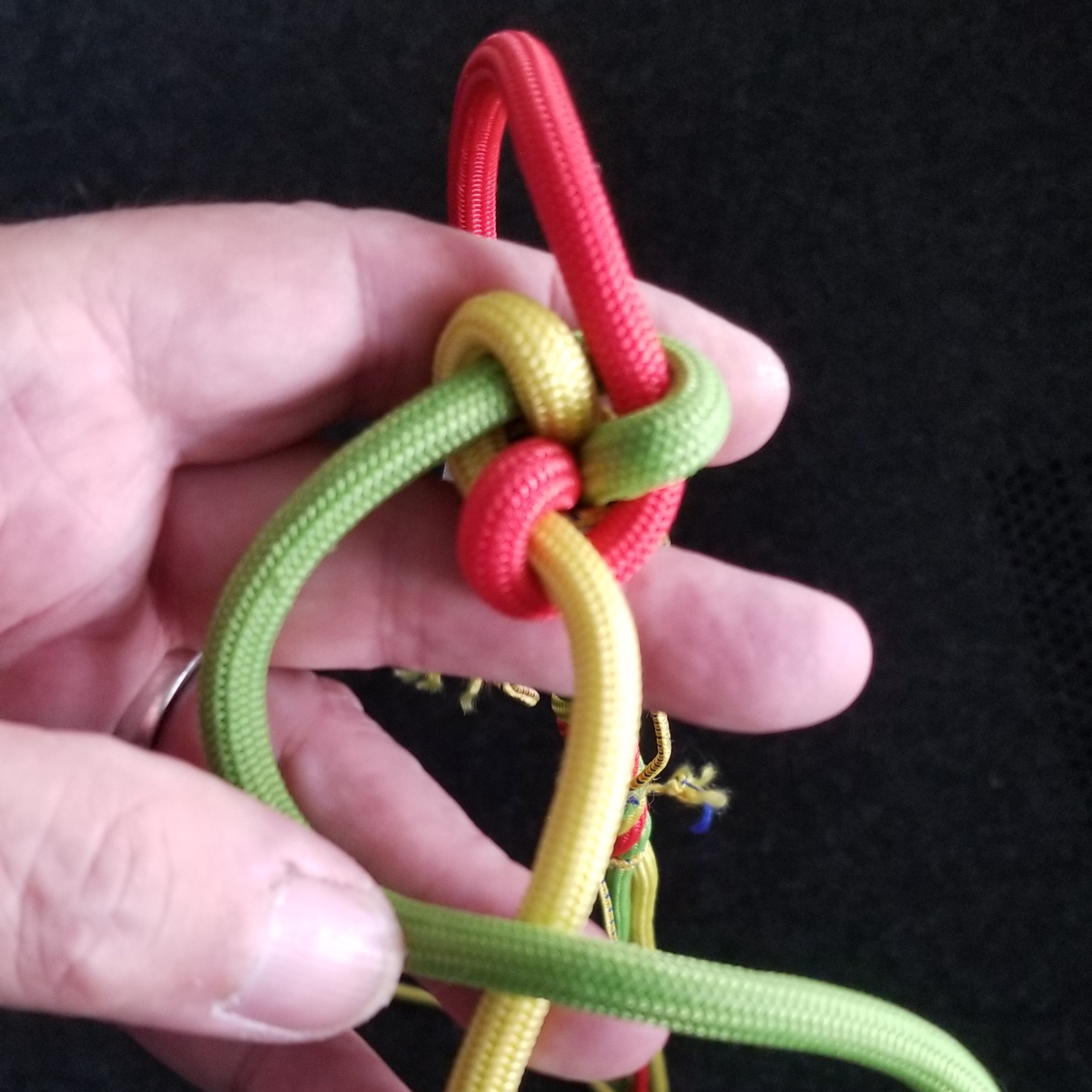
Ein Kardeel, in diesem Fall wieder das grüne, bringt man entgegen dem Uhrzeigersinn über das nächste, hier das gelbe Kardeel.
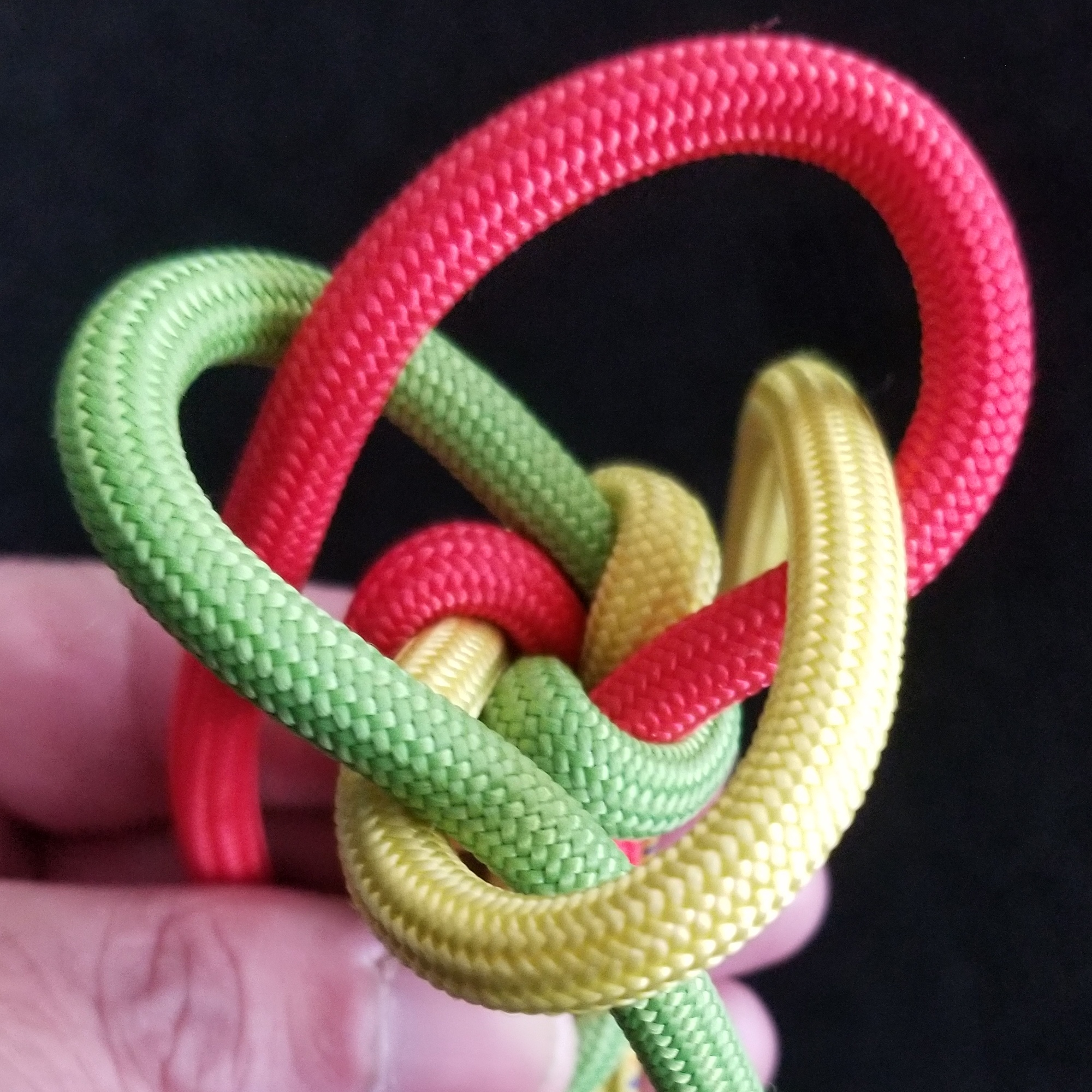
Mit dem nächsten Kardeel (gelb) kreuzt man über dem zuerst bewegten Kardeel (grün) und dem nächsten (rot). Dann noch über das zuerst bewegte Kardeel (grün) nach unten durch.
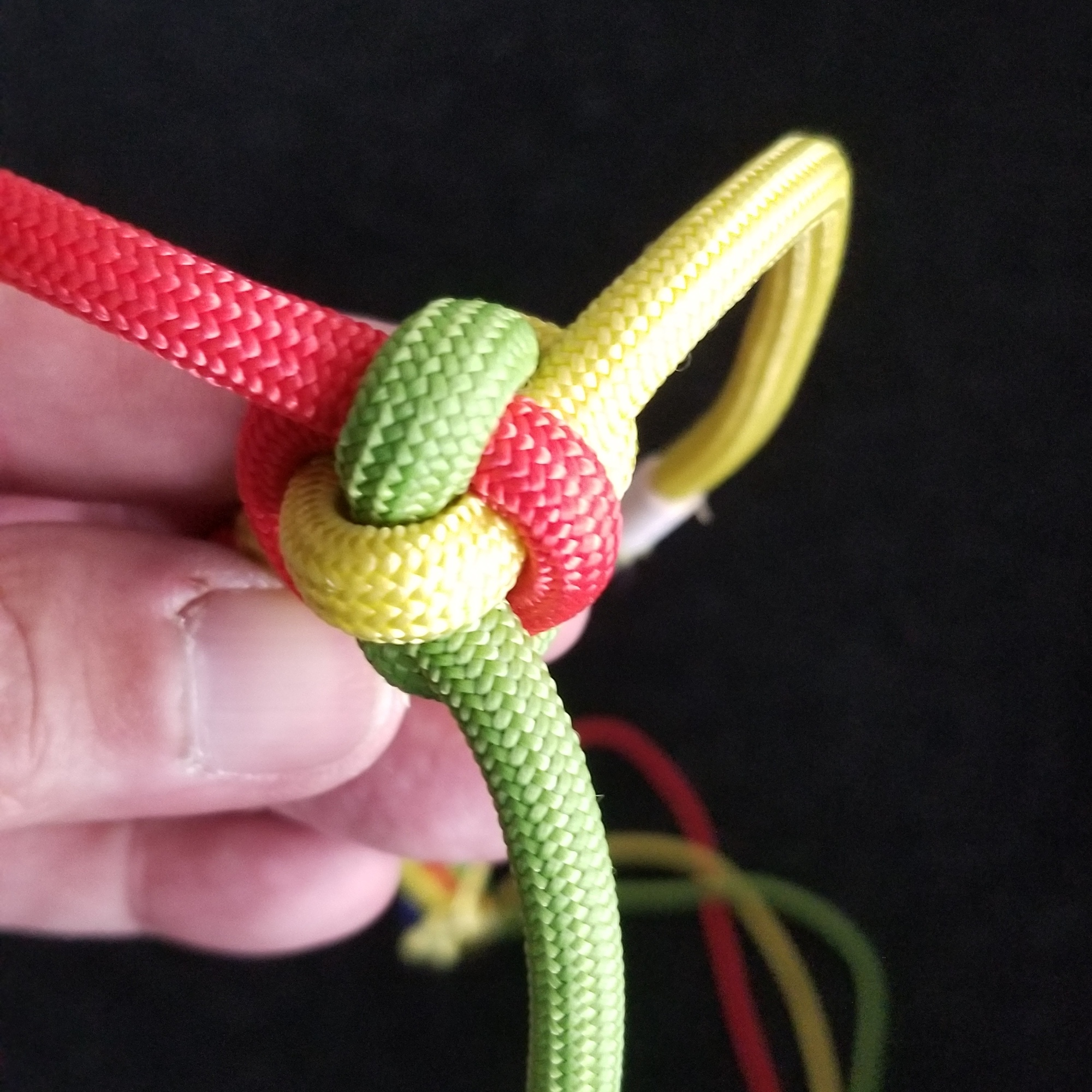
Man zieht den Kronenknoten leicht zu und bringt ihn ein bisschen in Form.

### Walknoten
Würde man hier stoppen und die Kardeele nicht verdoppeln, die Kardeele eng abschneiden, hätte man einen Whal- oder Walknoten, bestehend aus einem Wand- mit einem darübergesetzten Kronenknoten (Ashley-Nr. 845).

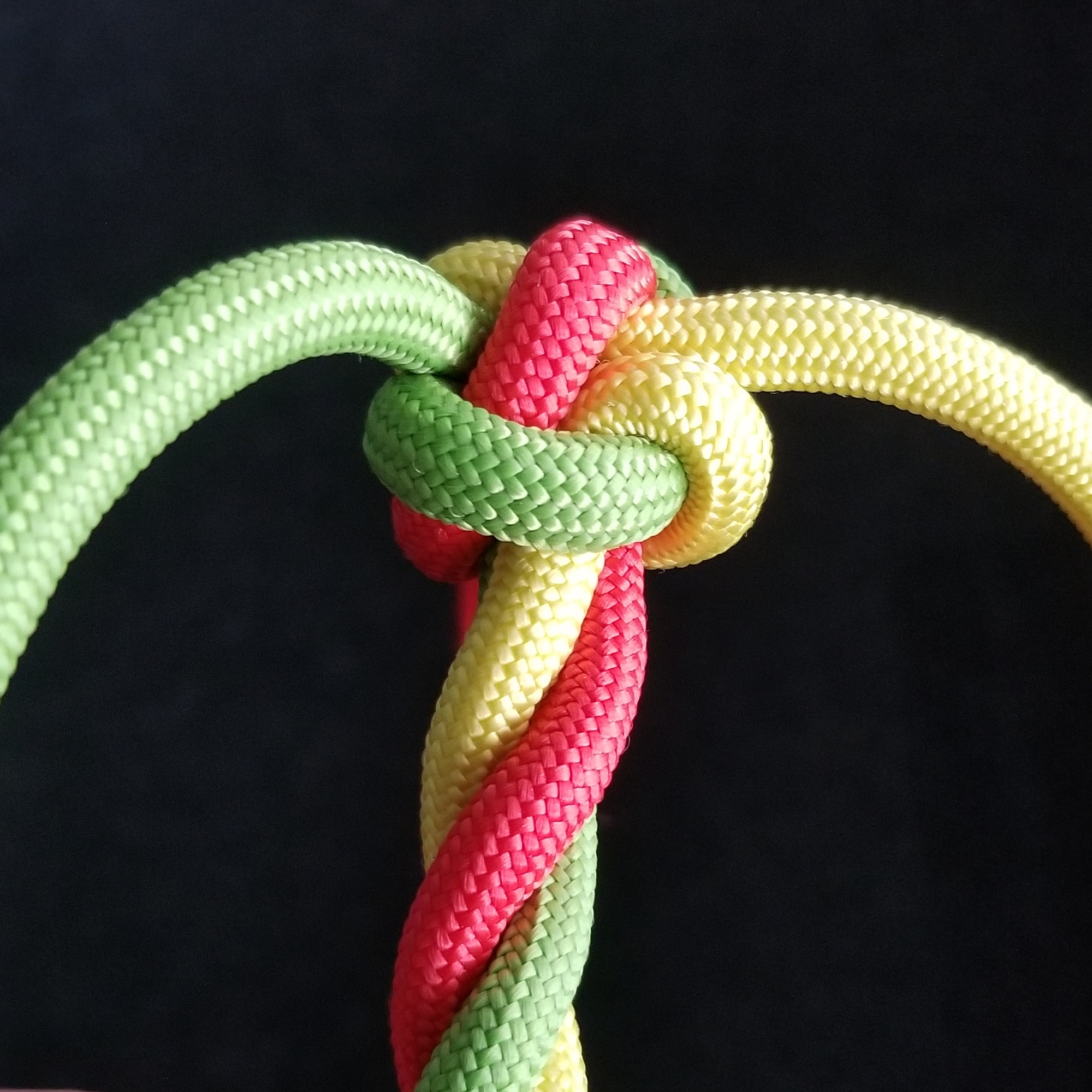
Walknoten

### Fortsetzung Fallreepsknoten

Man verdoppelt den Wandknoten, indem man den Wandknoten rechtsliegend nachsteckt.
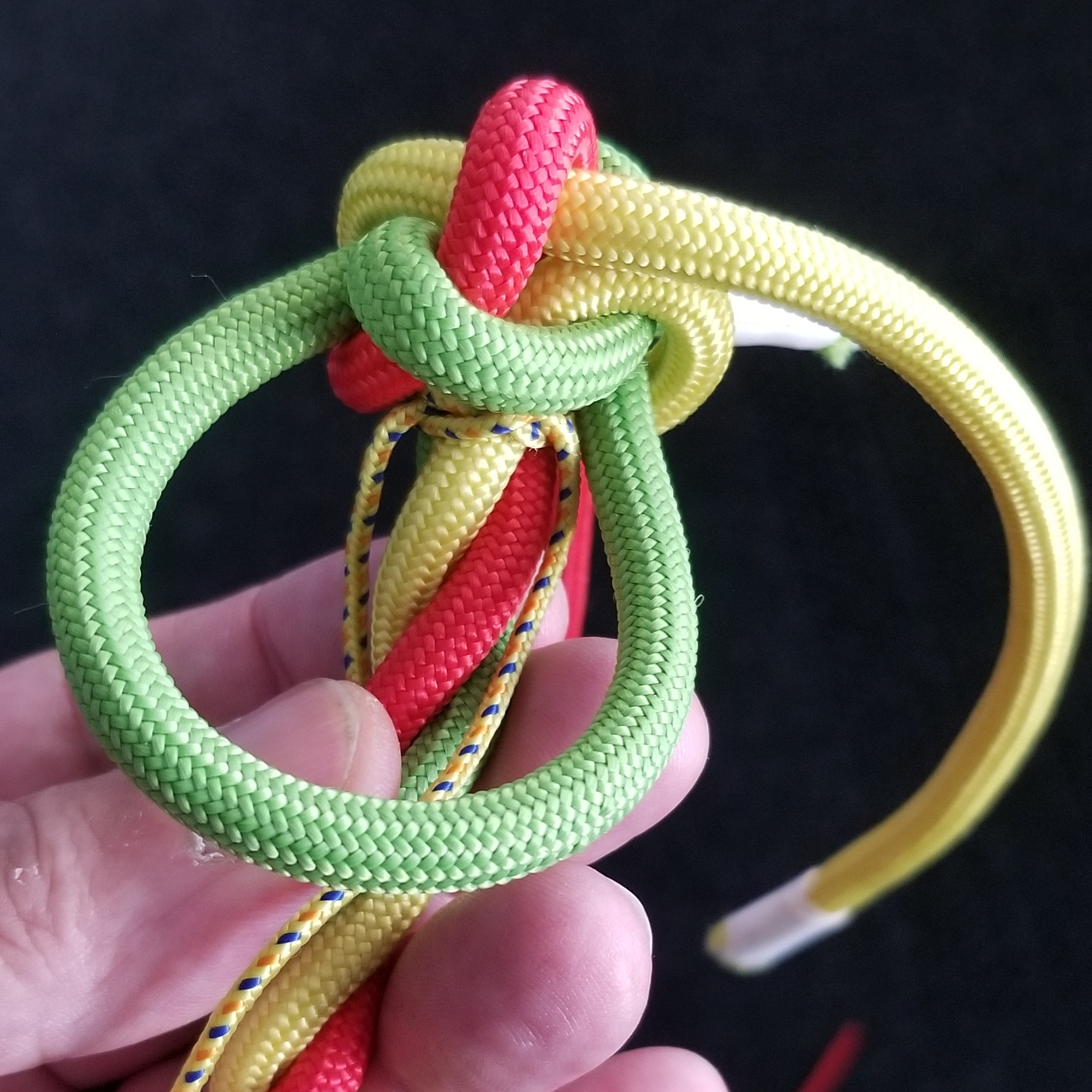
Das grüne Kardeel wird rechtsliegend nachgesteckt,  man bleibt unter dem vorherigen Kardeel (grün) und fährt durch das gelbe Auge.
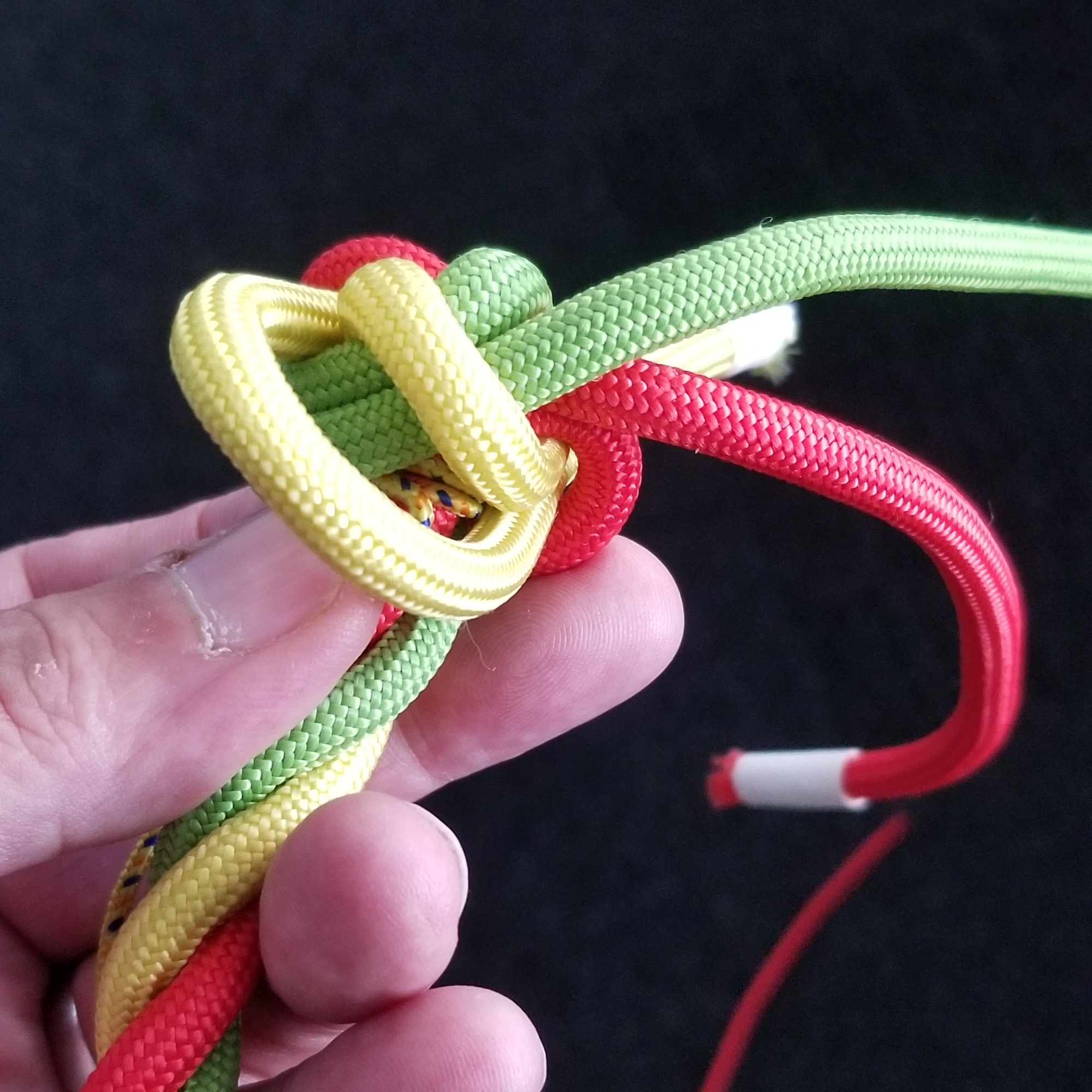
Das nächste Kardeel (gelb) wird nachgesteckt, durch das nächste (rote) Auge. Man bleibt wieder unter dem vorherigen gelbe Kardeel.
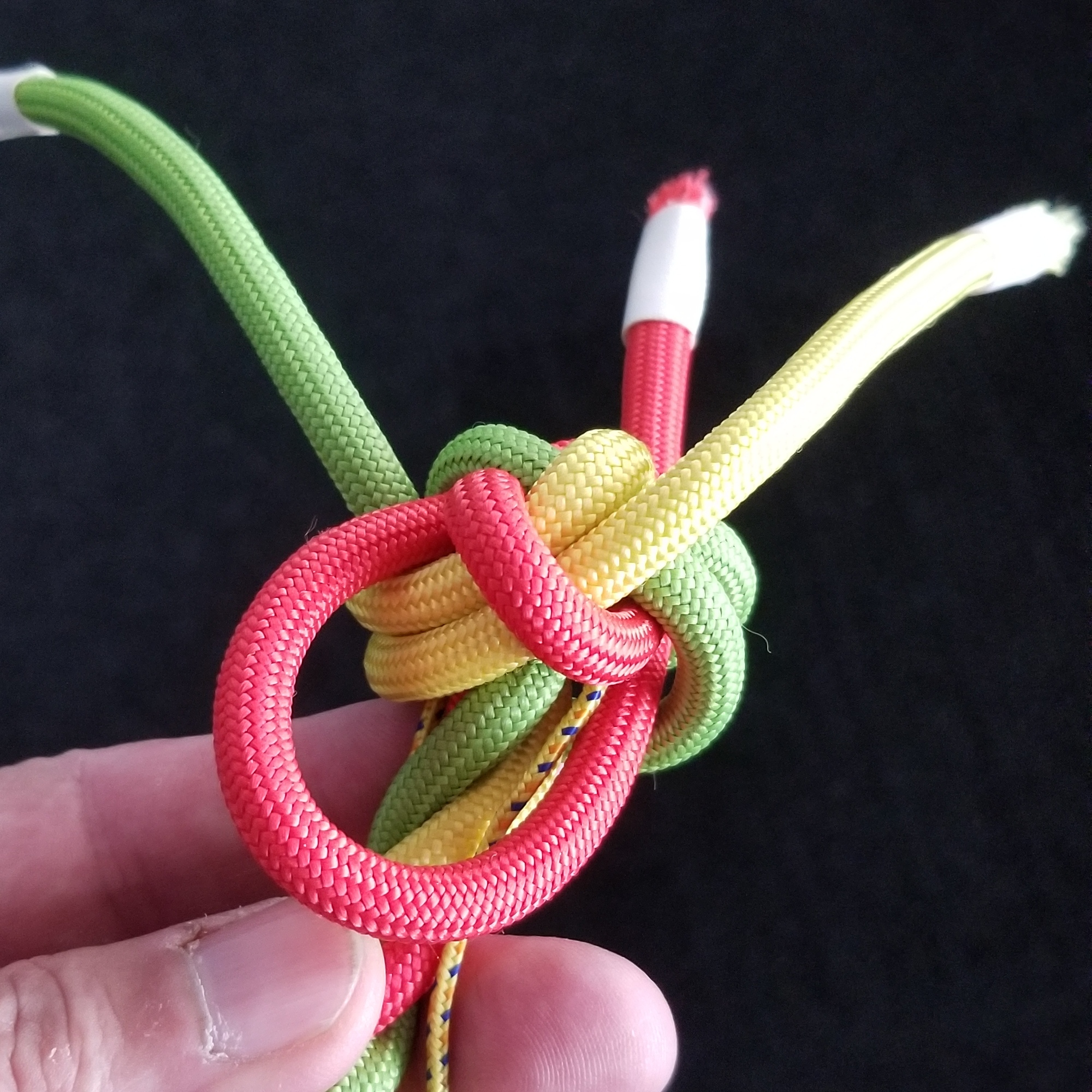
Das nächste Kardeel (rot) wird nachgesteckt, durch das nächste doppelte grüne Auge.

Nun wird der Kronenknoten rechtsliegend nachgesteckt, bzw. verdoppelt.
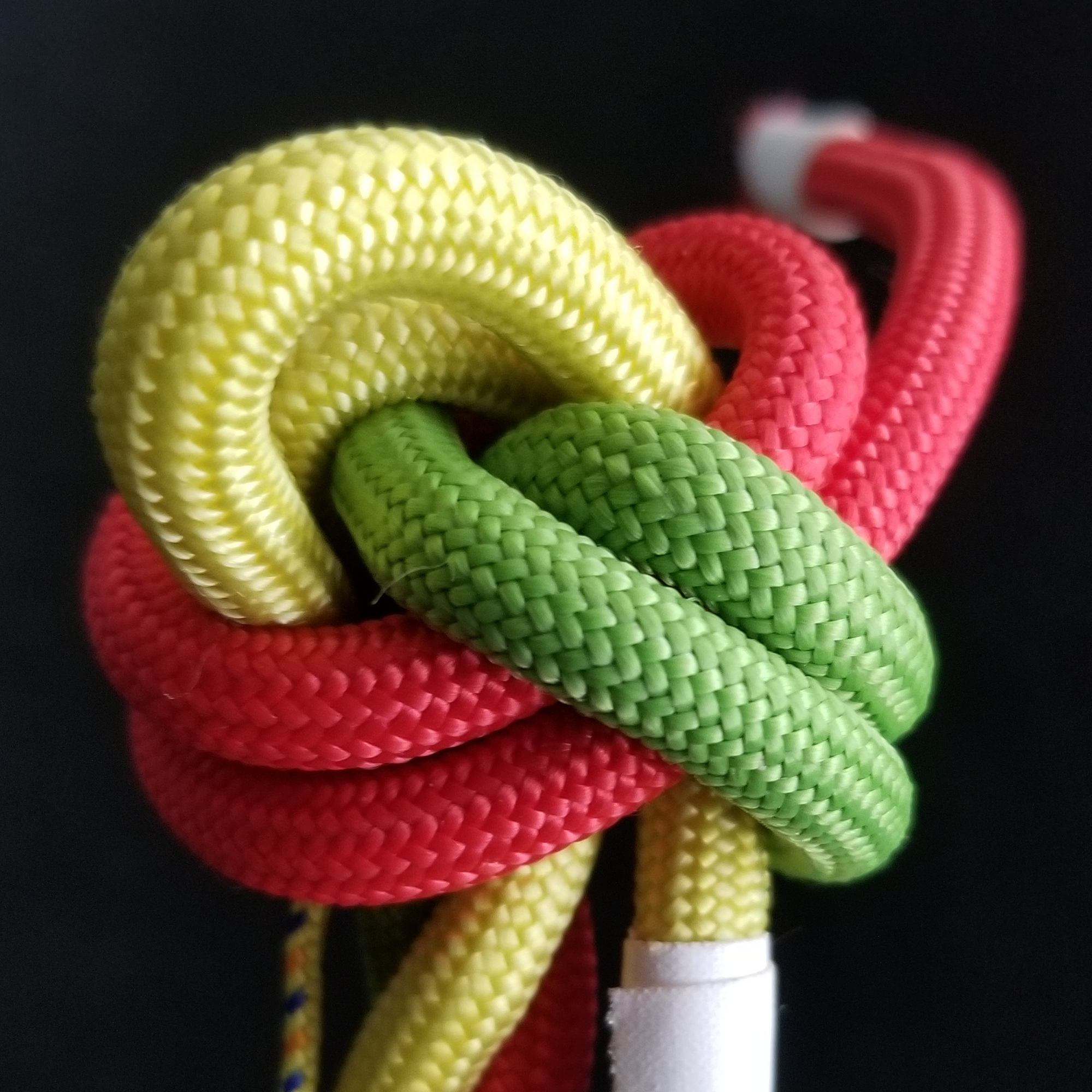
Man nimmt das gelbe Kardeel, fährt über die grünen Kardeele und steckt es innenliegend nach unten durch.
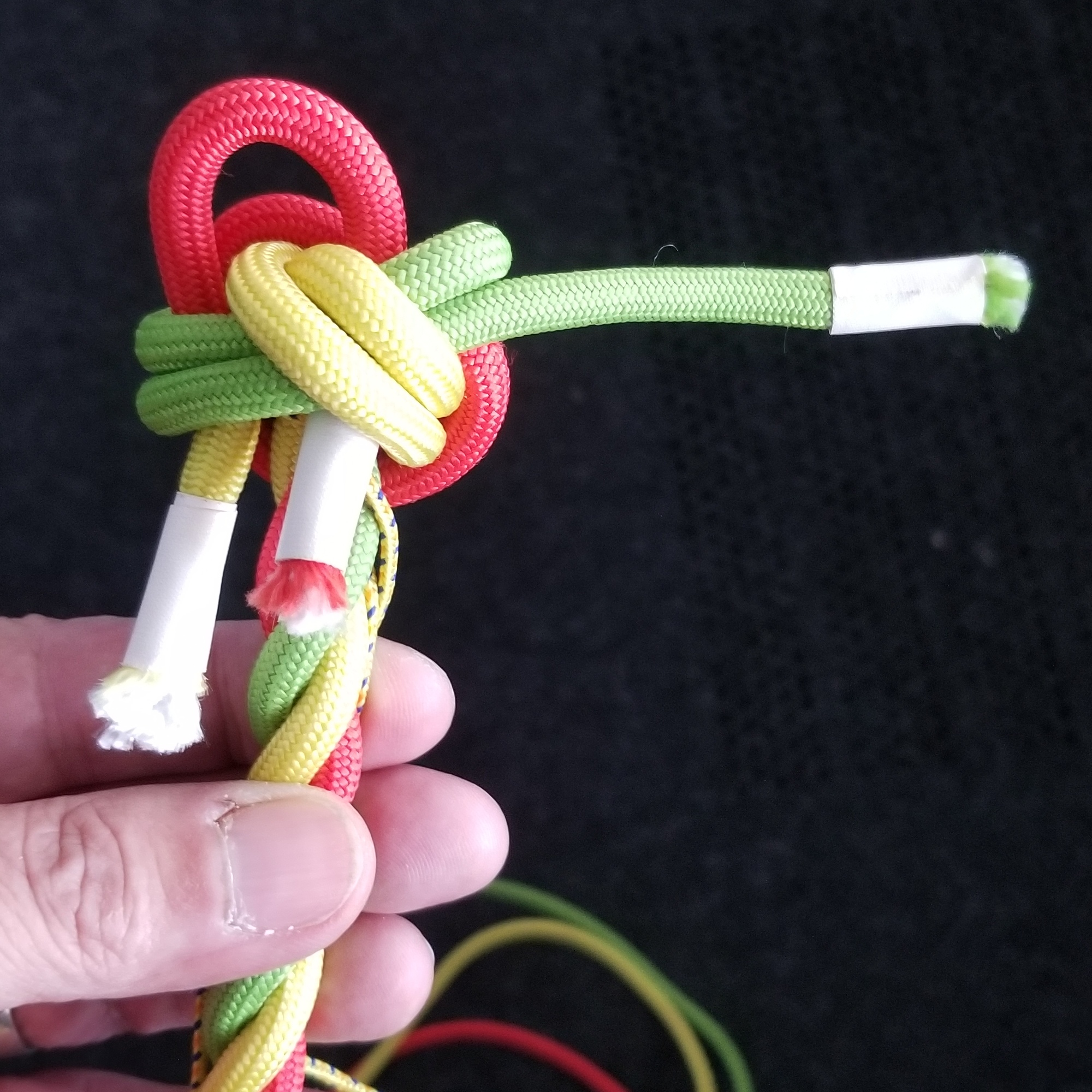
Man nimmt das nächste Kardeel (rot), fährt über die gelben Kardeele und steckt es innenliegend nach unten durch.
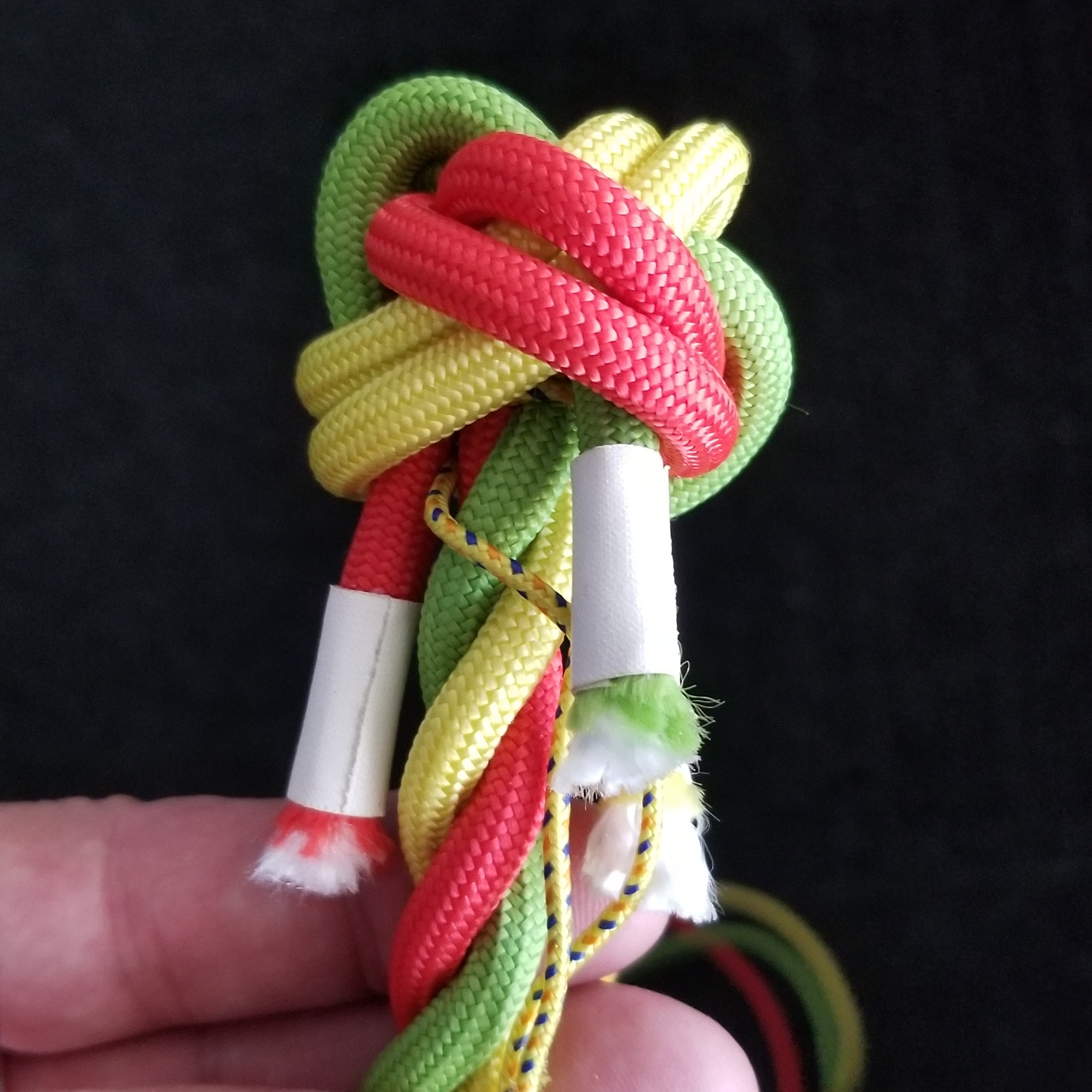
Man nimmt das nächste Kardeel (grün), fährt über die roten Kardeele und steckt es innenliegend nach unten durch.
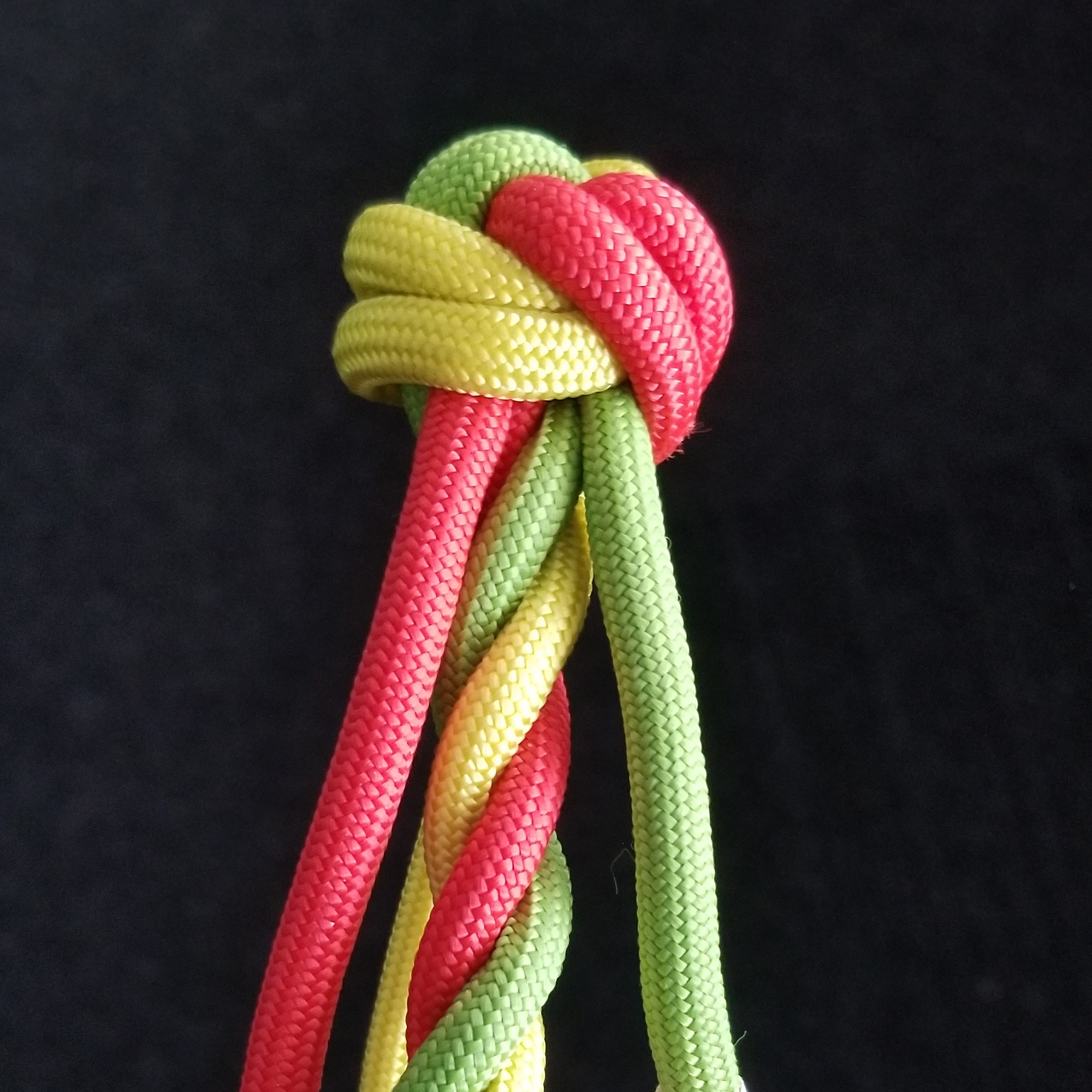
Nun sind alle Kardeele nach unten durchgesteckt.

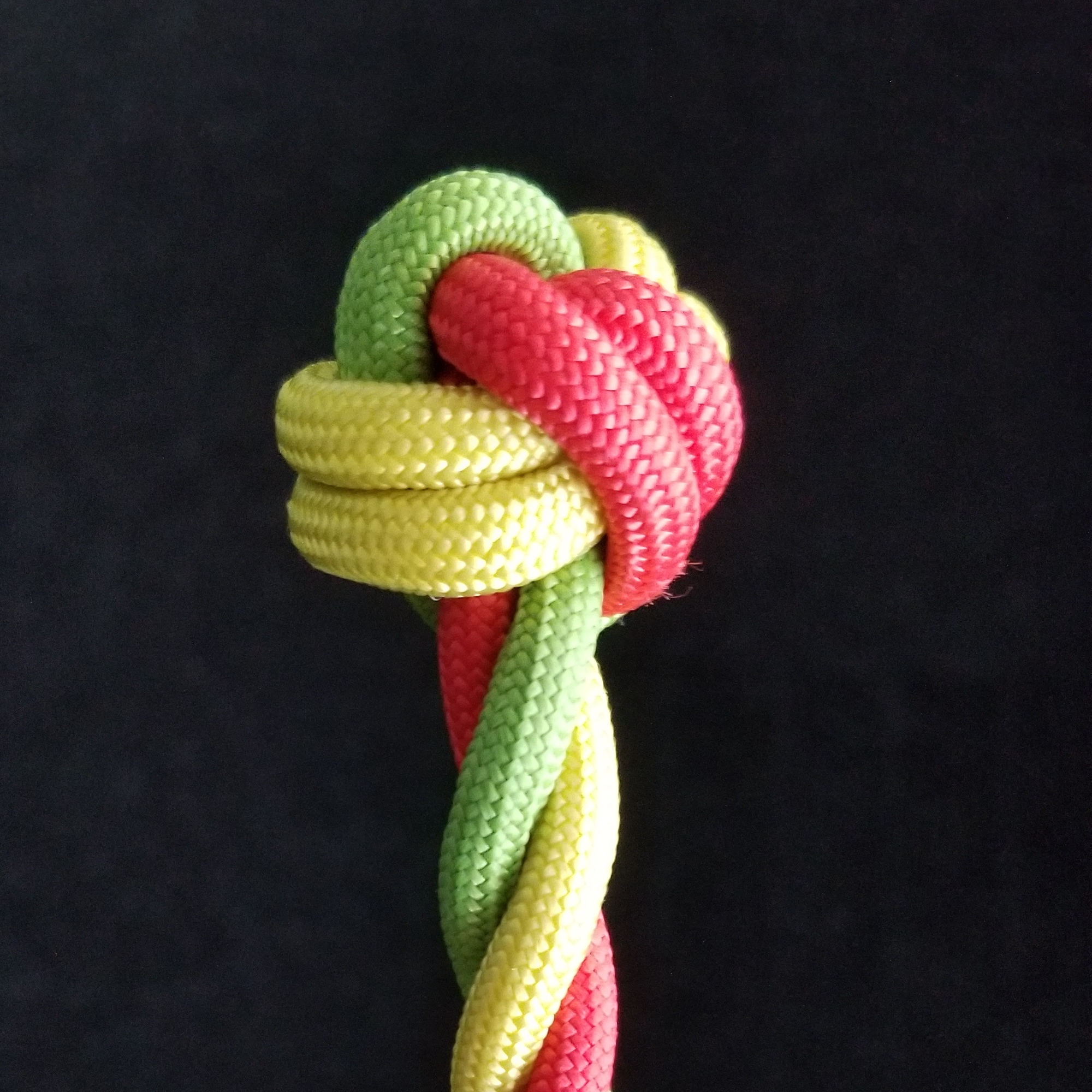
Den Fallreepsknoten noch ordentlich zuziehen und die überstehenden Enden eng abschneiden. Der Fallreepsknoten mit drei Kardeelen ist fertig.
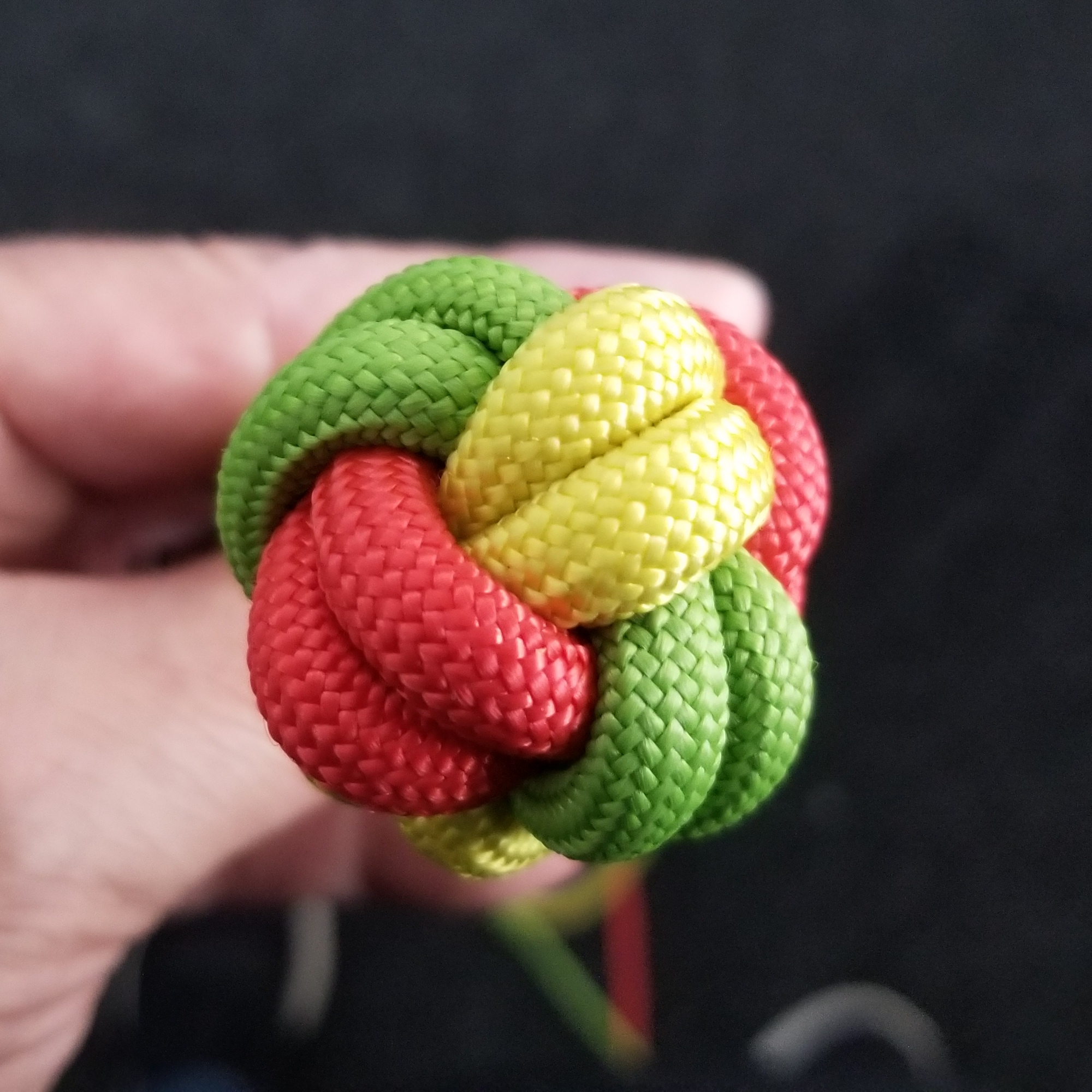
Draufsicht des dreikardeeligen Fallreepsknoten.
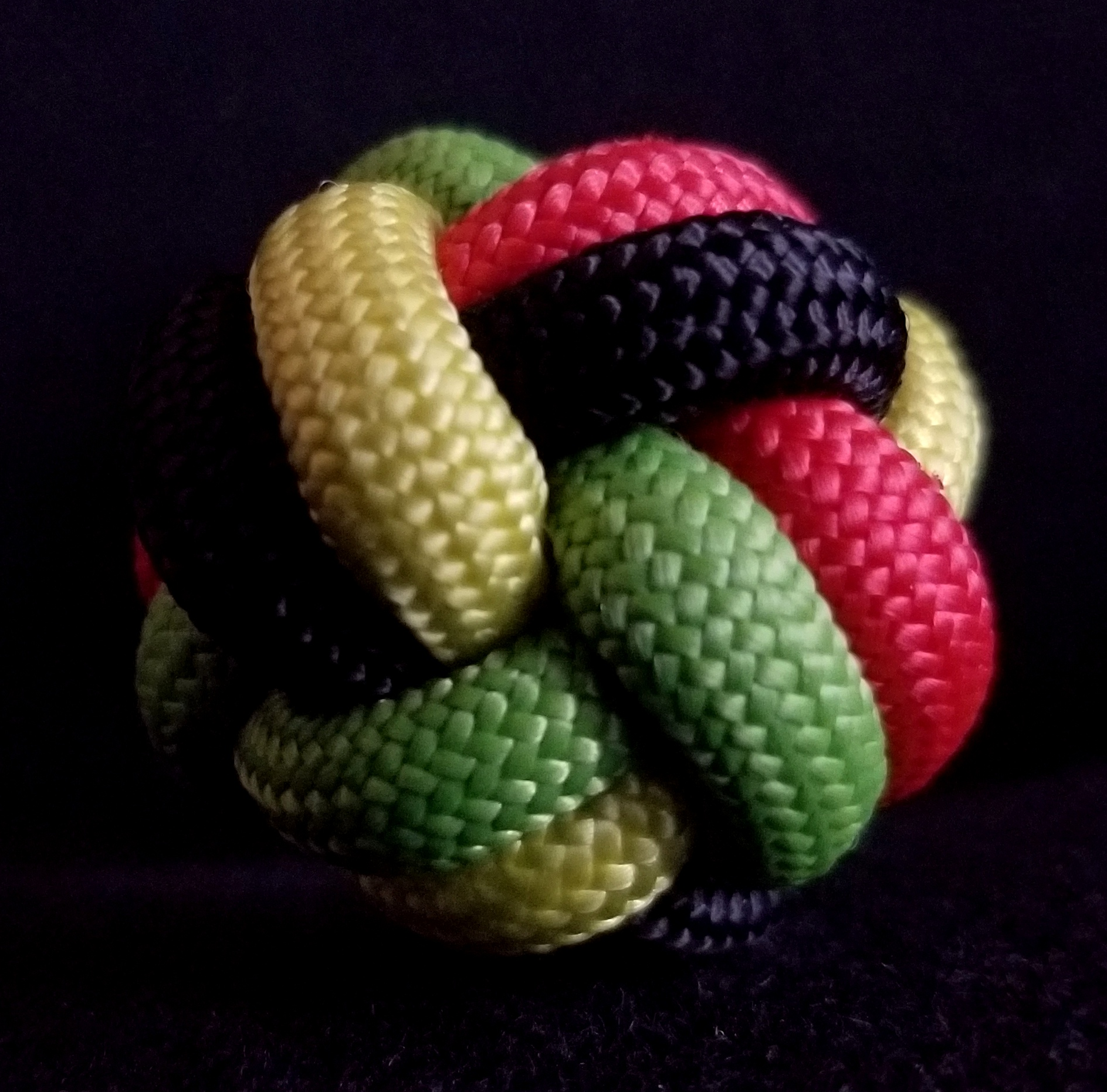
Draufsicht eines Fallreepsknoten mit vier Kardeelen.
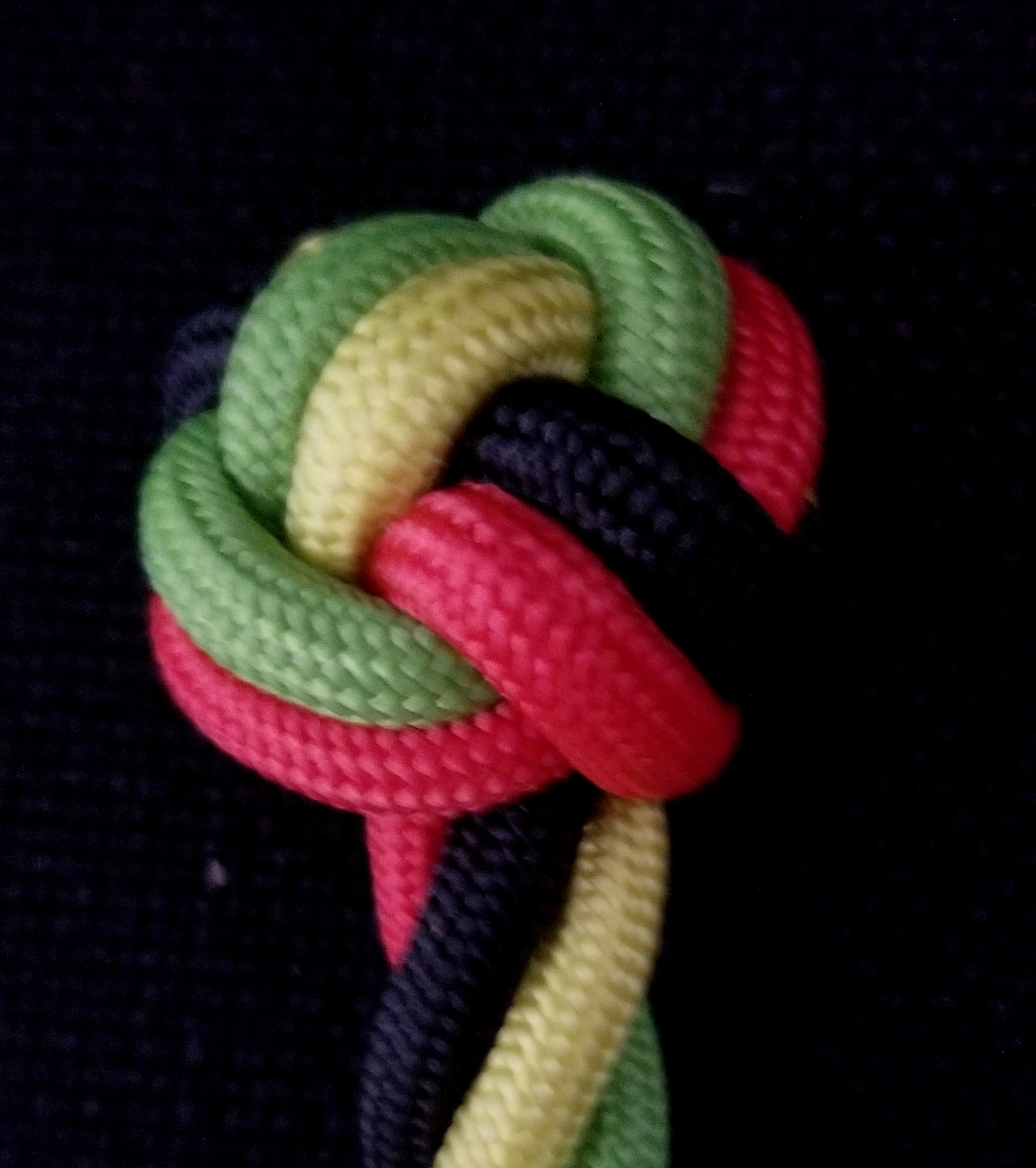
Seitenansicht eines Fallreepsknoten mit vier Kardeelen.

## Alternativen

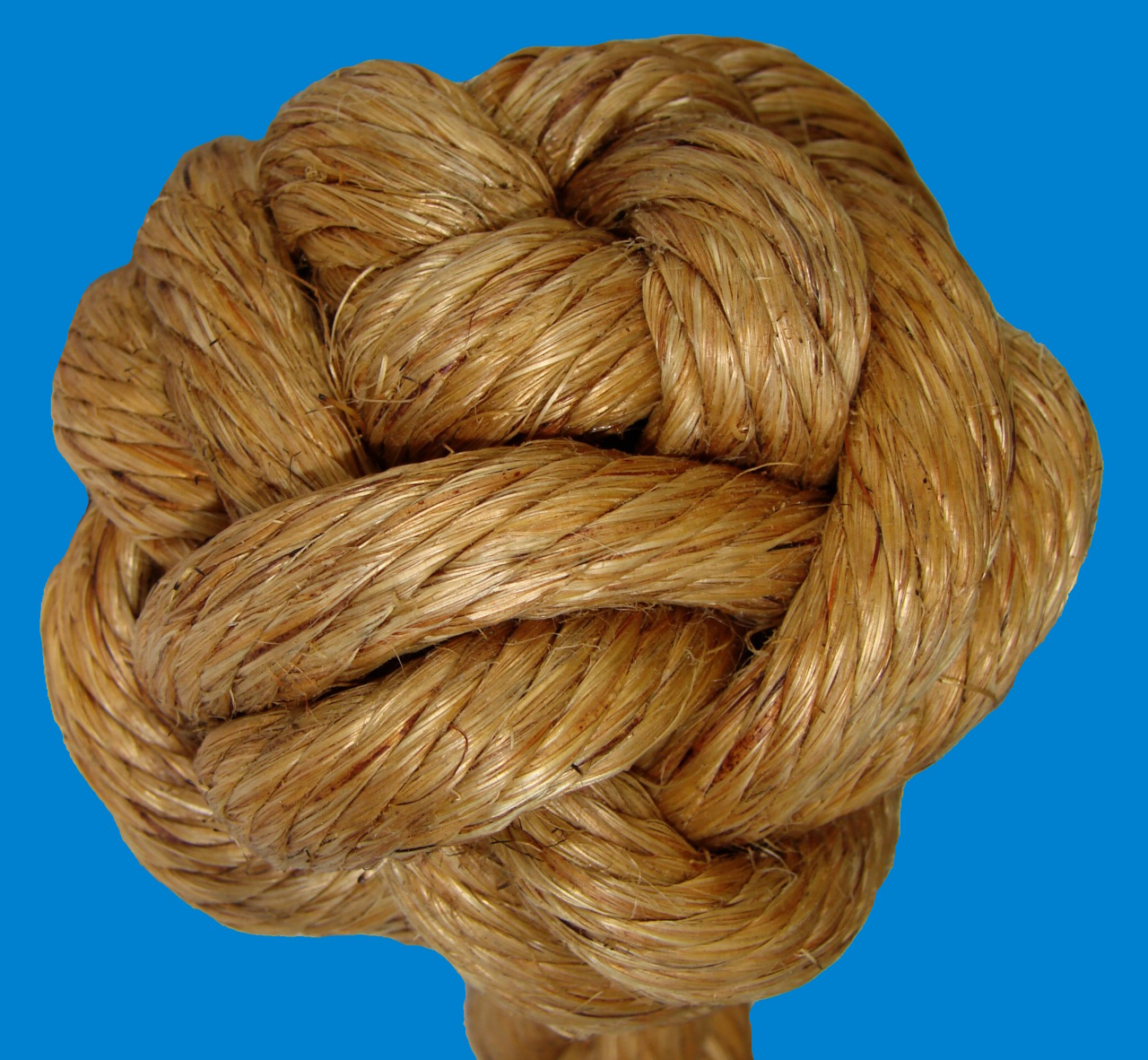
Rosenknoten
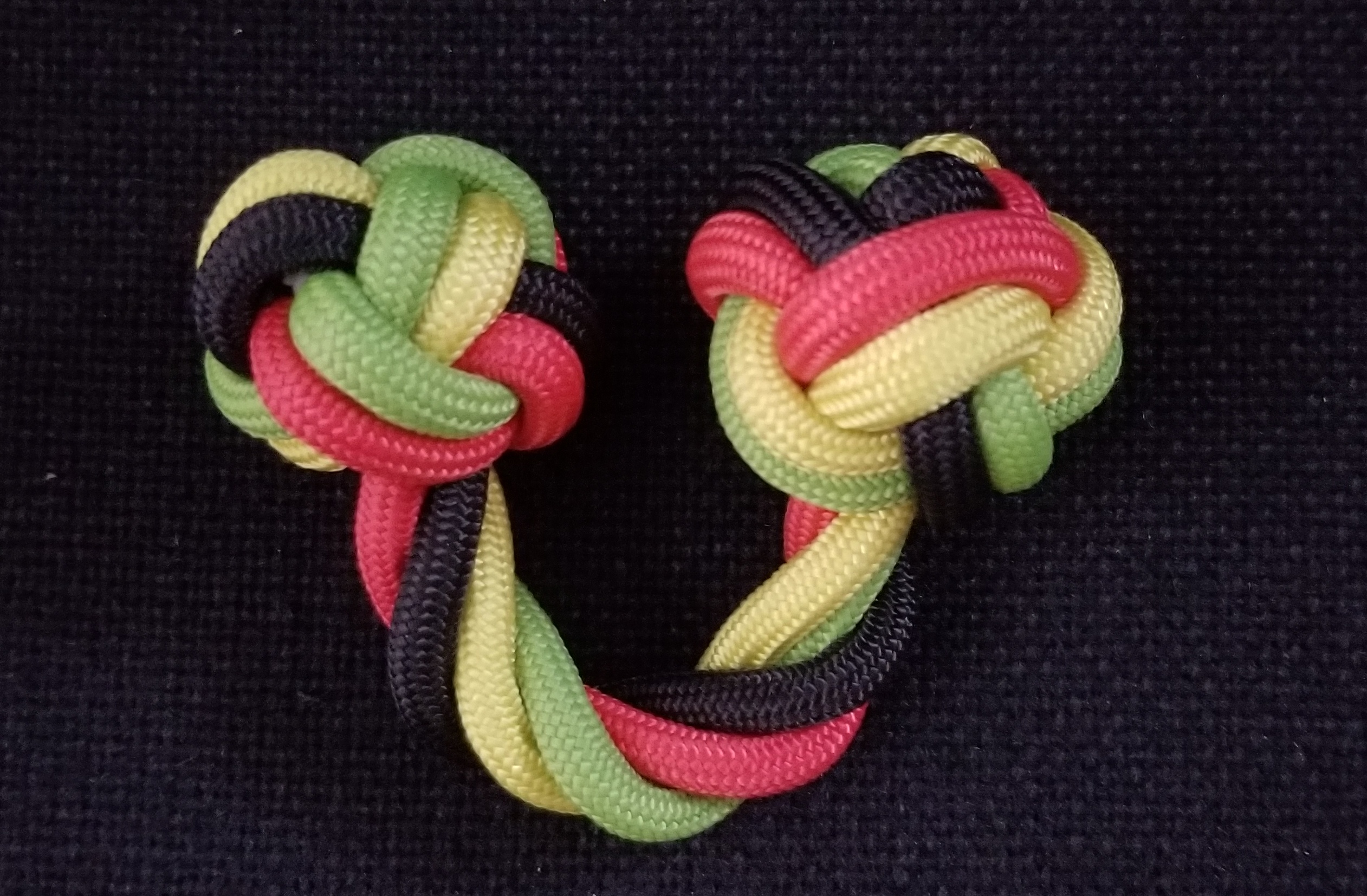
Größenvergleich Fallreepsknoten (links) und Rosenknoten (rechts).
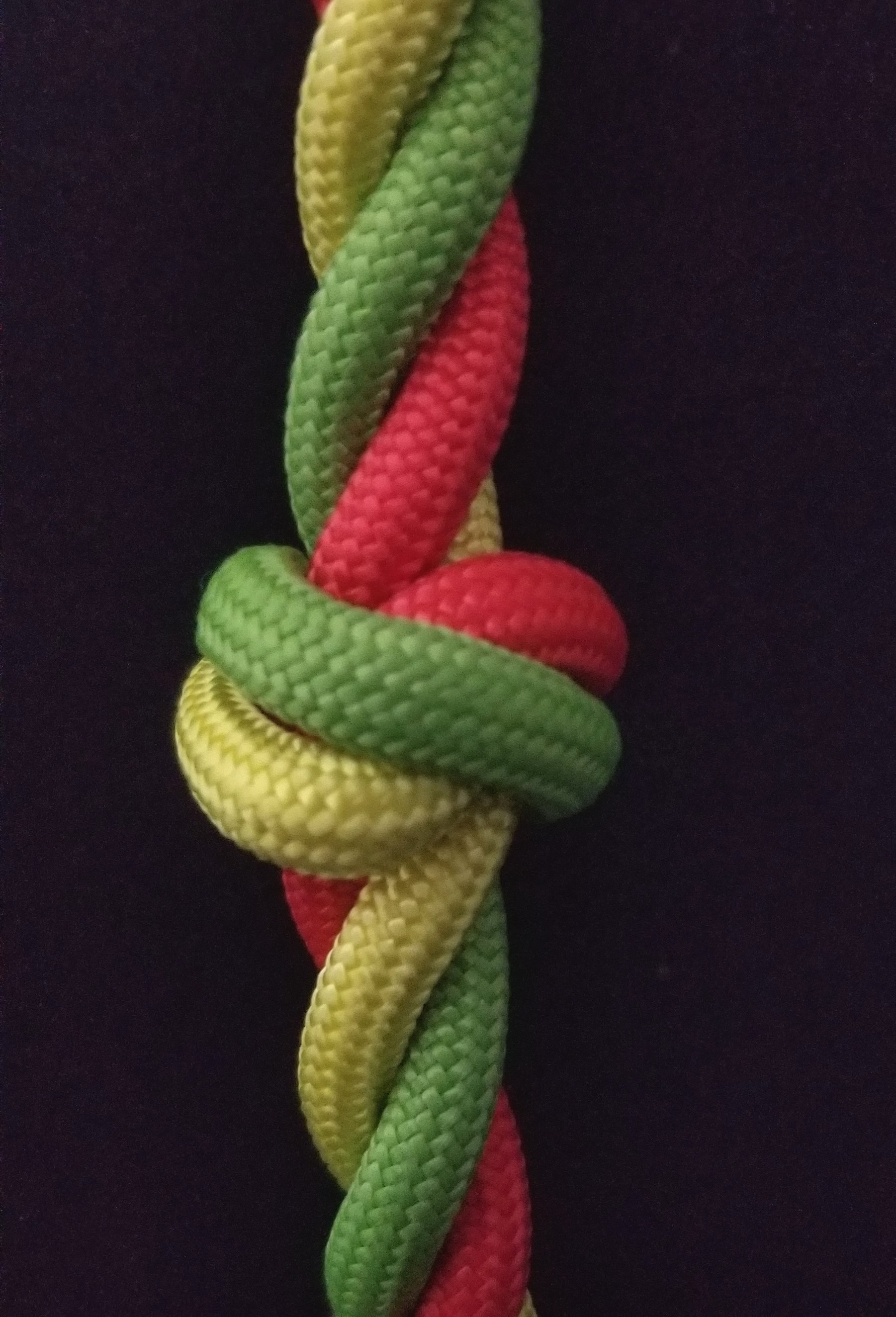
3-Strang-Einfacher Taljereepsknoten
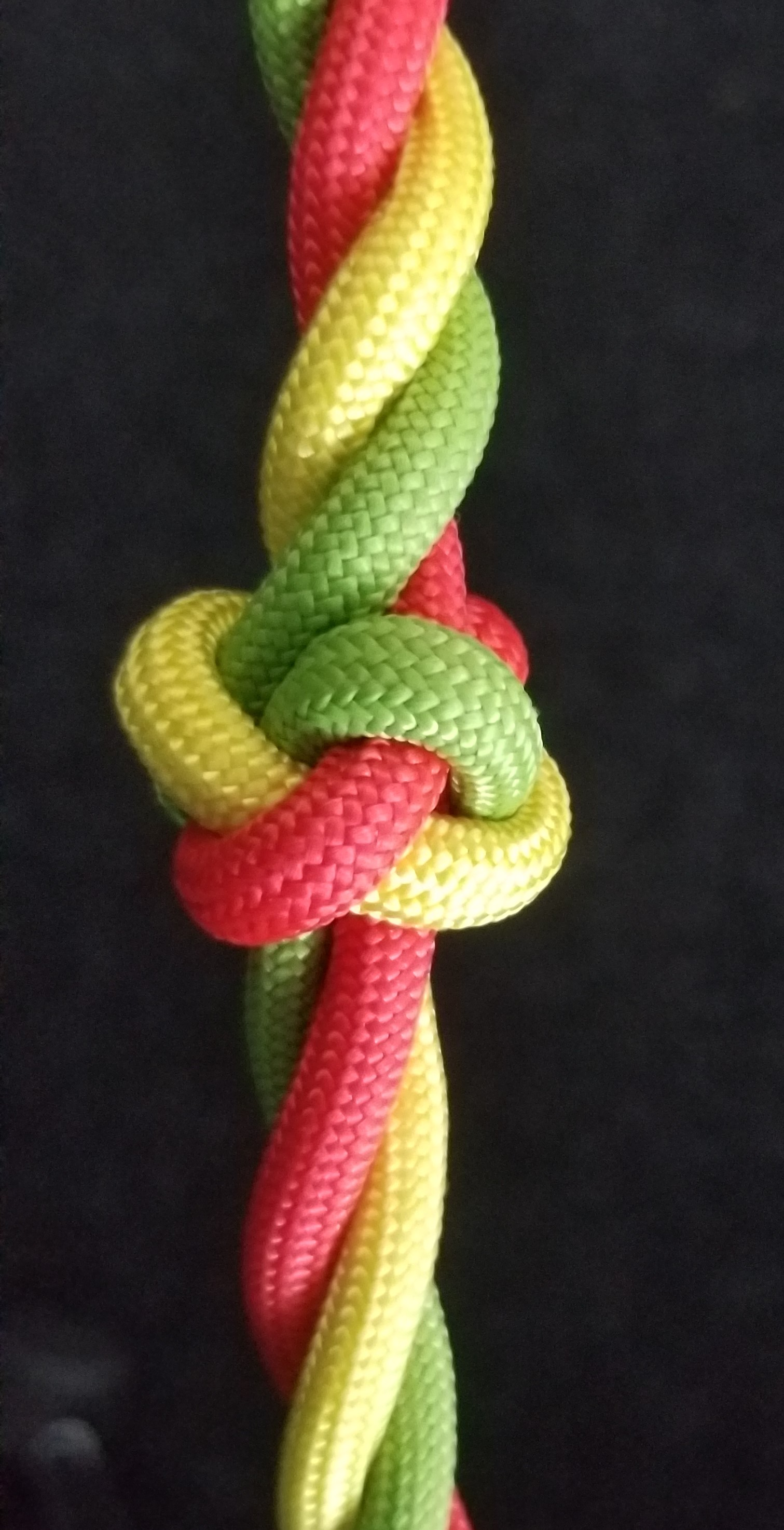
3-Strang-Diamantknoten
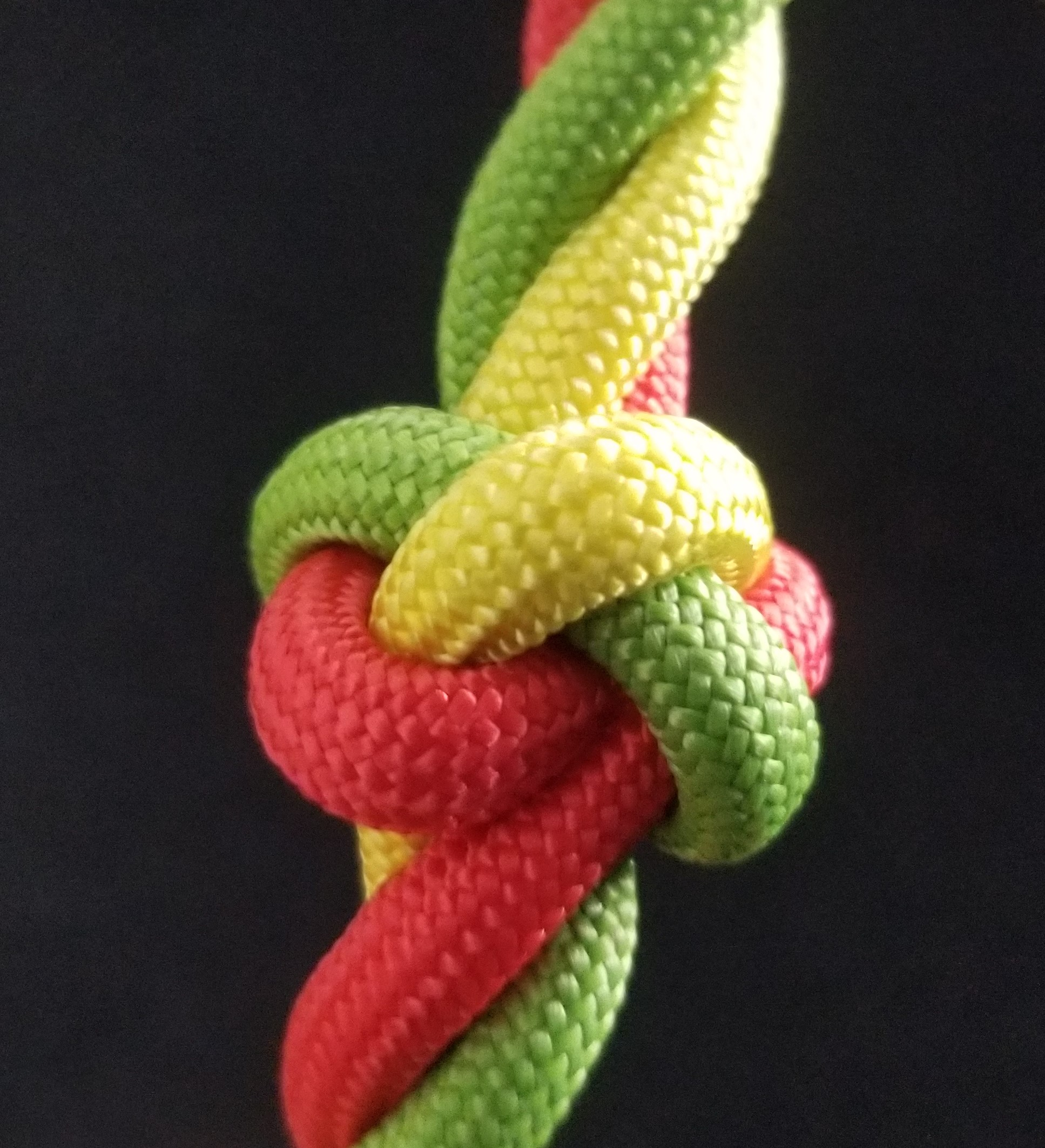
3-Strang-Einfacher Fußpferdknoten

- Der originale Manntauknoten (Ashley-Nr. 847)[3] ist eine Abwandlung des oben gezeigten Fallreepsknoten.
- An der Schot wird der Achtknoten verwendet. Er ist schnell zu knüpfen und gut zu lösen.
- Der kleinste Stopperknoten ist der Überhandknoten.
- Der Endspleiß verdickt das Ende etwas weniger.